# Neckera eucarpa
Neckera eucarpa là một loài rêu trong họ Neckeraceae. Loài này được Schimp. ex Müll. Hal. mô tả khoa học đầu tiên năm 1897.